# Siris (illustrateur)
Siris (de son vrai nom Pierre Sirois), né en 1962, est un auteur de bande dessinée québécois (Canada) habitant Saint-Jean-sur-Richelieu.

## Biographie

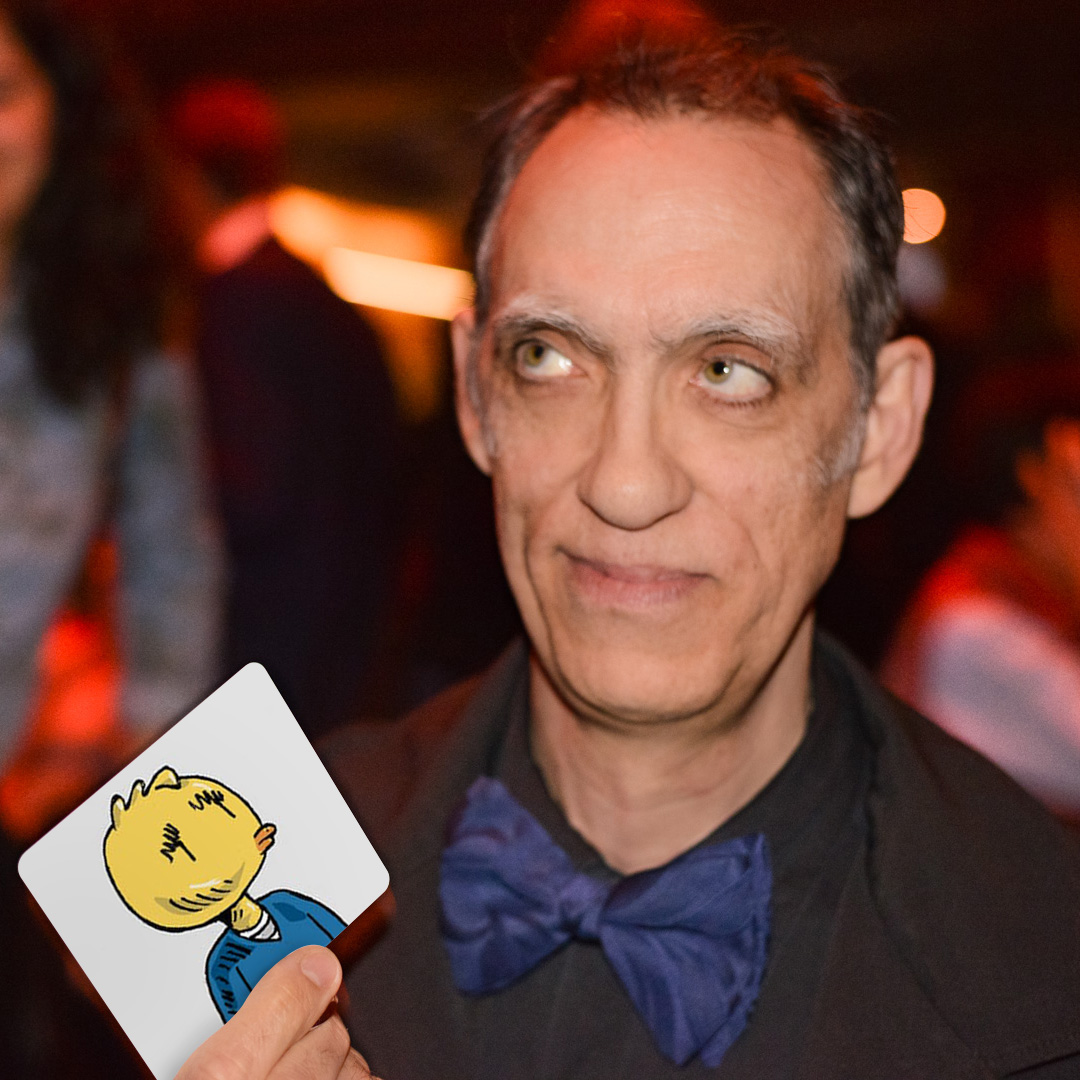
Siris finaliste au gala du Prix des libraires 2019.

Siris se forme au Cégep du Vieux-Montréal. Dessinateur publié depuis 1986, il contribue à plusieurs fanzines underground pendant de nombreuses années; il est aujourd’hui une figure connue de la bande dessinée au Québec, et il est publié chez des maisons d’édition comme La Pastèque.
Son album Vogue la valise, l’intégrale met en scène La Poule, personnage autobiographique de nature humoristique malgré la gravité et l’absurdité de sa situation.
En 2018, il remporte le Grand prix de la Ville de Québec aux Prix Bédéis Causa ainsi que le Prix Bédélys Québec pour son album Vogue la valise, l’intégrale et le prix de la critique ACBD de la BD québécoise 2018.

## Œuvres personnelles
- Cent rides cent boutons, Montréal, fanzine autoédité à 100 exemplaires, 1991, 24 p. (ISBN 2-9802351-0-5)[1]
- J’ai eu des pensées toute la journée, Montréal, Éditions du Phylactère, 1991, 46 p. (ISBN 2-921313-12-X)[8]
- Comix Baloney 1, Montréal, Gogo Guy publications, 1995, 20 p. (ISBN 2-9804293-1-7)[1]
- Comix Baloney 2: Le zoo de la rue Quartier, Montréal, Zone convective, 1997, 32 p. (ISBN 2-922103-11-0)[1]
- Rotabagage[1], 1996
- Vogue la valise, Montréal, La Pastèque

1. Volume 1, 2011  (ISBN 978-2-922585-75-9)
2. L’intégrale, 2017  (ISBN 978-2-89777-018-1)

- Marc Tessier et Siris, Un Paris pour Dallaire, Montréal, La Pastèque, 2022, 120 p. (ISBN 9782897771171)[9]

### Art urbain
Siris participe à plusieurs manifestations d’art urbain, dont l’éphémère Peinture sur rue de l’avenue du Mont-Royal, et produit quelques murales dont Triporfleur, toujours visible en 2024 au coin des rues De La Gauchetière et Saint-Urbain, dans le quartier chinois à Montréal.

### Traductions
- The Vagabond Valise, traduction anglaise de Vogue la valise, l’intégrale par Rupert Bottenberg, Conundrum Press, 2018, 352 p. (ISBN 978-1772620276)

## Musique
De 1991 à 1995, Siris, sous le pseudonyme de Siris Michel, est marionetto-percussionniste au sein du groupe de rock francophone Les Michels.